# ککوری
ککوری (به ایتالیایی: Caccuri) یک کومونه در ایتالیا است که در استان کروتون واقع شده‌است. ککوری ۵۷ کیلومتر مربع مساحت و ۱٬۷۸۰ نفر جمعیت دارد و ۶۴۶ متر بالاتر از سطح دریا واقع شده‌است.